# Xiaowen
Xiaowen (chino: 孝文; pinyin: Xiàowén), rey de Qin (250 a. C.). Tuvo un breve reinado pues murió 3 días después de su coronación. 
Se han elaborado varias teorías sobre su corto reinado; la más aceptada es que era muy viejo cuando ascendió al trono; su precursor, el rey Zhaoxiang, gobernó por más de 50 años. Hay otra teoría según la que el primer ministro, Lü Buwei, envenenó al rey o por lo menos influyó en muerte para elevar al trono a su sucesor, el rey Zhuangxiang, basándose en que este último también tuvo un reinado breve de solamente 3 años. Según esta teoría, las muertes de Xiaowen y de Zhuangxiang formarían parte de una estrategia de Lü Buwei para entronizar a su hijo, Qin Shi Huang.